# Antonín Plichta (1929)
Antonín Plichta (8. listopadu 1929 Šebkovice – 3. července 1951 Jihlava) byl český protikomunistický odbojář zastřelený příslušníky SNB na poli u obce Bolíkovic.
Narodil se v roce 1929 v Šebkovicích otci Antonínu a matce Ludmile. Měl dva sourozence, bratra Stanislava a sestru Ludmilu. Dne 2. července se měl zúčastnit vraždy v Babicích, přičemž spolu se svým bratrem Stanislavem měl hlídat před školou, v níž k vraždě došlo. Dne 3. července 1951 byl na útěku zastřelen příslušníky SNB na poli mezi Bolíkovicemi a Čáslavicemi. Jeho bratr Stanislav byl při přestřelce těžce zraněn, spolu s Antonínem pak zemřel jeden z údajných střelců v babické škole Ladislav Malý. Jeho hrob se nachází v Jaroměřicích nad Rokytnou. V Třebíči byla k uctění jeho památky instalována pamětní deska.